# Hippophae neurocarpa
Hippophae neurocarpa là một loài thực vật có hoa trong họ Elaeagnaceae. Loài này được S.W. Liu & T.N. He mô tả khoa học đầu tiên năm 1978.